# Departamento Meteorologico Aruba
Das Departamento Meteorologico Aruba (DMA) ist der staatliche Wetterdienst des zum Königreich der Niederlande gehörenden Landes Aruba. 
Er wurde im Oktober 2010 gegründet, nachdem der Wetterdienst der Niederländischen Antillen aufgelöst wurde. Dienstsitz ist Oranjestad in der Nähe des Flughafens Queen Beatrix International Airport. 

## Abteilungen
- Die synoptische Abteilung ist, unter Zuhilfenahme modernster Technik, für den täglichen Prognosedienst zuständig. Auch amtliche Warnungen vor Unwettern sowie zahlreiche weitere synoptische Dienstleistungen für die Luft- und Seefahrt zählen zu ihren Aufgabenbereichen. Das für die Luftfahrt zuständige DMA-Büro am Flughafen erstellt die Wetterdaten und -karten für die Fluggesellschaften. Der Seewetterdienst berät die Schifffahrt und die Küstenwache in den beiden Häfen von Aruba.
- Die geophysikalische Abteilung führt den Erdbeben- und geomagnetischen Dienst durch und stellt Vergleiche der Laufzeiten der seismischen Wellen eines Erdbebens mit den weltweit verteilten Observatorien zusammen.
- Die Klimaabteilung erstellt, mittels der aus dem Messnetz gewonnenen Daten, Klimastatistiken und -karten. Ebenso forscht sie in Bereichen des heimischen Klimas und deren Veränderung.
- Die Abteilung elektronische Datenverarbeitung ist mit modernsten Geräten zur Bewältigung der umfangreichen computergesteuerten Abläufe ausgestattet und erstellt unter anderem die Wettermodelle und die Informationen zum Frühwarndienst.  Die gesamten Wetterdaten stehen auch online für jedermann zur Verfügung.